# Uclesiella irregularis
Uclesiella irregularis là một loài ruồi trong họ Tachinidae.